# Juncus drummondii
Juncus drummondii är en tågväxtart som beskrevs av Ernst Meyer. Juncus drummondii ingår i släktet tåg, och familjen tågväxter. Inga underarter finns listade i Catalogue of Life.

## Bildgalleri

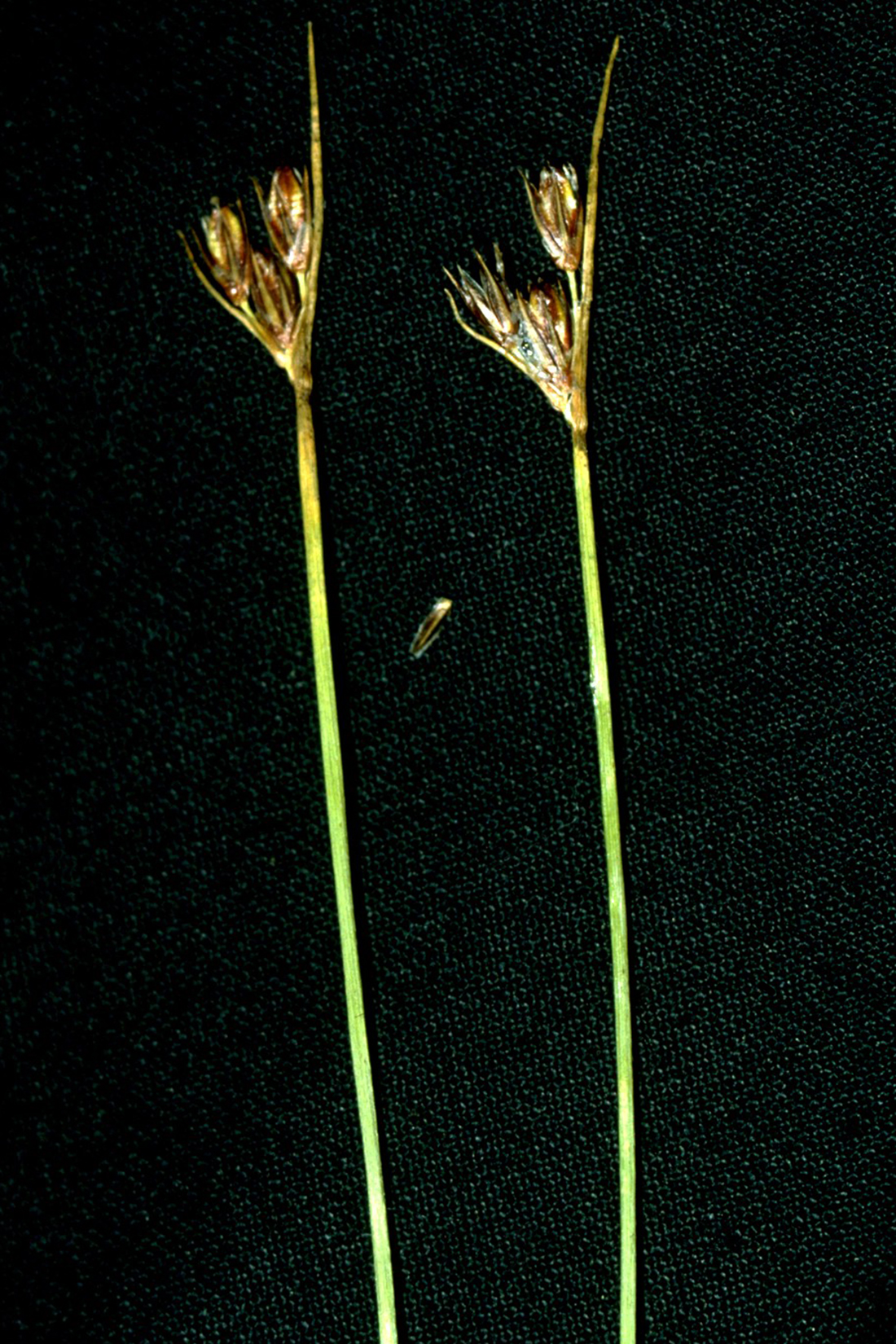
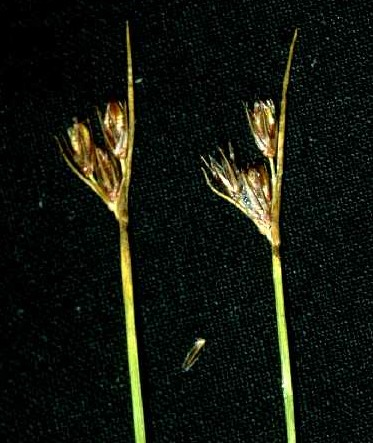